# 64e cérémonie des American Cinema Editors Awards
La 64e cérémonie des American Cinema Editors Awards (ACE Awards), décernés par les American Cinema Editors, a eu lieu le 15 février 2014 et a récompensé les monteurs des films de cinéma et de télévision, réalisés l'année précédente.

## Palmarès

### Cinéma

#### Meilleur montage d'un film dramatique
- Capitaine Phillips (Capitaine Phillips) – Christopher Rouse
  - Twelve Years a Slave – Joe Walker
  - Gravity – Alfonso Cuarón et Mark Sanger
  - Her – Eric Zumbrunnen et Jeff Buchanan
  - Dans l'ombre de Mary (Saving Mr. Banks) – Mark Livolsi (en)

#### Meilleur montage d'un film comique ou musical
- American Bluff (American Hustle) – Jay Cassidy, Crispin Struthers et Alan Baumgarten (en)
  - Un été à Osage County – Stephen Mirrione
  - Inside Llewyn Davis – Ethan Coen (comme Roderick Jaynes) et Joel Coen (comme Roderick Jaynes)
  - Nebraska – Kevin Tent
  - Le Loup de Wall Street (The Wolf of Wall Street) – Thelma Schoonmaker

#### Meilleur montage d'un documentaire
- Twenty Feet from Stardom – Douglas Blush, Kevin Klauber et Jason Zeldes
  - Blackfish – Eli B. Despres
  - Tim's Vermeer – Patrick Sheffield

#### Meilleur montage d'un film d'animation
- La Reine des neiges (Frozen) – Jeff Draheim
  - Moi, moche et méchant 2 (Despicable Me 2) – Gregory Perler
  - Monstres Academy (Monsters University) – Greg Snyder

### Télévision

#### Meilleur montage d'un documentaire de télévision
- The Assassination of President Kennedy – Chris A. Peterson
  - American Masters – Stephen Ellis, Gordon Mason et Phil McDonald (Épisode: Jimi Hendrix: Hear My Train a Comin)
  - American Winter – Aaron I. Butler

#### Meilleur montage d'une série de télévision de 30 minutes
- The Office – David Rogers et Claire Scanlon (Épisode: Finale)
  - 30 Rock – Meg Reticker et Ken Eluto (Épisodes: Hogcock! et Last Lunch)
  - Arrested Development – Kabir Akhtar et A.J. Dickerson (Épisode: Flight of the Phoenix)

#### Meilleur montage d'une série de télévision de 60 minutes sur le réseau national
- Breaking Bad – Skip MacDonald (Épisodes: Felina)
  - Breaking Bad – Skip MacDonald et Sharidan Sotelo (Épisodes: Buried)
  - Breaking Bad – Kelley Dixon et Chris McCaleb (Épisodes: Granite State)
  - Breaking Bad – Skip MacDonald (Épisodes: Ozymandias)
  - The Good Wife – Scott Vickrey (Épisodes: Hitting the Fan)

#### Meilleur montage d'une série de télévision de 60 minutes sur le réseau câblé
- Homeland – Terry Kelley (Épisode: Big Man in Tehran)
  - Le Trône de fer (Game of Thrones) – Oral Norrie Ottey (Épisode: The Rains of Castamere)
  - House of Cards – Kirk Baxter (Épisode: Chapter 1)

#### Meilleur montage d'une mini-série ou téléfilm
- Ma vie avec Liberace (Behind the Candelabra) – Steven Soderbergh (comme Mary Ann Bernard)
  - American Horror Story – Stewart Schill (Épisode: The Name Game)
  - Phil Spector – Barbara Tulliver

#### Best Edited Non-Scripted Series
- Anthony Bourdain: Parts Unknown – Nick Brigden (Épisode: Tokyo)
  - Beyond Scared Straight – Rob Goubeaux, Mark S. Andrew, Paul Coyne, Jennifer Nelson, Martin Skibosh et Trevor Campbell (Épisode: The Return of Hustle Man)
  - Deadliest Catch – Josh Earl, Alex Durham et Rob Butler (Épisode: Mutiny on the Bering Sea)

### Student Editing Award
- Ambar Salinas – Video Symphony
- Kevin Cheung -  Video Symphony
- Noah Cody – American Film Institute